# Celestino Camilla
Pour les articles homonymes, voir Camilla.
Celestino Camilla, né le 17 septembre 1917 et mort le 15 mars 1991 à Pégomas, est un coureur cycliste italien actif dans les années 1940, naturalisé français en 1949,.  

## Biographie
Il a remporté les deux dernières étapes du Tour d'Espagne en 1942.
Veuf d'un premier mariage avec une fille, il a épousé en secondes noces Marie Secondine Fabrone. Il meurt à Pégomas (Alpes-Maritimes) le 15 mars 1991 et repose au cimetière de Saint-Cézaire-sur-Siagne (Alpes-Maritimes). De sa jeunesse passée à Nice jusqu'à la fin de sa vie, il a été passionné par le cyclisme.

## Palmarès
- 1939
  - 2e du Grand Prix de Fréjus
  - 3e du Grand Prix d'Antibes

- 1941
  - 2e du Circuit du Ventoux
  - 3e de la course de côte de La Turbie

- 1942
  - 18e et 19e étapes du Tour d'Espagne
  - 1re étape du Tour de Catalogne (contre-la-montre par équipes)
  - 2e de Nice-Mont Agel

- 1946
  - Boucles de Sospel
  - Critérium du Var

- 1947
  - GP Marca :
    - Classement général
    - 1re étape

  - 2e de Nice-Puget-Théniers-Nice

## Résultats sur le Tour d'Espagne
2 participations
- 1942 : 16e, vainqueur des 18e et 19e étapes
- 1948 : abandon (12e étape)